# Ravensburg
Ravensburg ([ˈʁaːvn̩sbʊʁk] o [ˈʁaːfn̩sbʊʁk]) es una ciudad de Alemania, capital del distrito de Ravensburg, al sur del estado federado de Baden-Wurtemberg. La ciudad está enclavada en el valle del río Schussen, el cual discurre por las afueras de la ciudad, en la cercanía del Lago de Constanza. Es uno de los principales núcleos de la histórica región de la Alta Suabia.
En la zona se conoce a Ravensburg como la ciudad de las torres, debido al gran número de torres medievales que hay en su casco urbano. Es por ello por lo que se le ha denominado también das Schwäbische Nürnberg (la Núremberg de Suabia). Cuenta con una población de 49.327 habitantes. Forma una conurbación de cerca de 80.000 habitantes con la ciudad vecina de Weingarten.

## Localidades próximas
| Noroeste: Bad Saulgau, Sigmaringa | Norte: Weingarten                  | Noreste: Bad Waldsee, Memmingen |
| Oeste: Überlingen, Pfullendorf    | RAVENSBURG                         | Este: Leutkirch, Kempten        |
| Suroeste: Meersburg, Konstanz     | Sur: Meckenbeuren, Friedrichshafen | Sureste: Wangen, Lindau         |

## Geografía

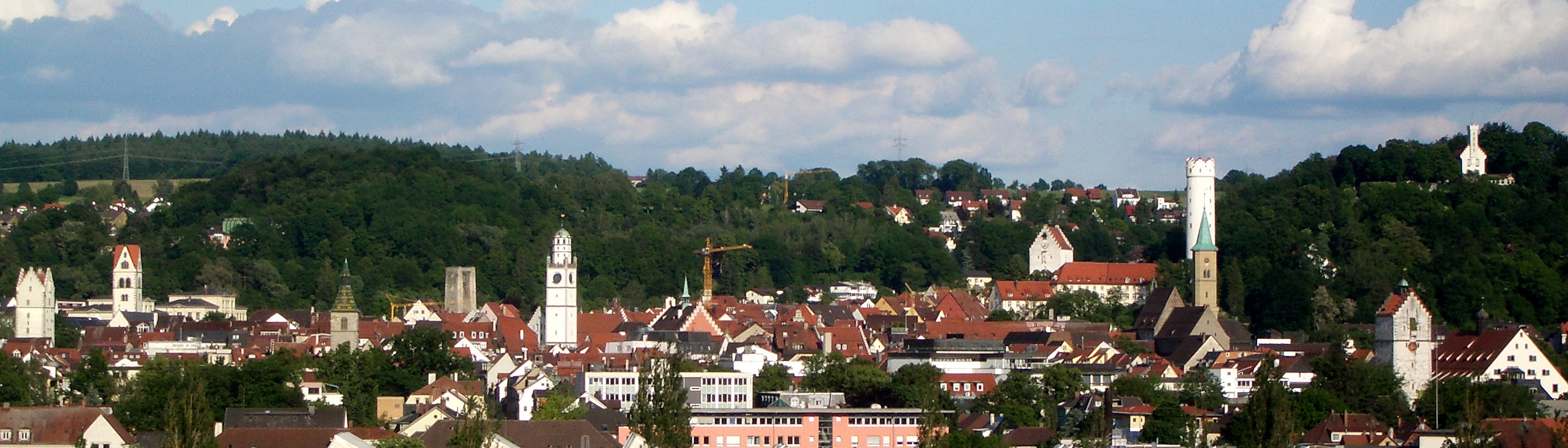
Vista de Ravensburg, desde el barrio de Weststadt

Ravensburg es una típica ciudad del sur de Alemania, de carácter medieval, capital del distrito homónimo y perteneciente a la región de Tübingen, en el estado federado de Baden-Wurtemberg.
La ciudad está situada a orillas del río Schussen, en un valle rodeado de bosques y colinas, que desemboca en el Lago de Constanza. Debido a las fronteras físicas que suponen el propio lago y los Alpes, se encuentra en un importante cruce de caminos, entre ciudades como Friedrichshafen y Ulm, de sur a norte, o hacia Wangen, Kempten o Füssen, hacia el este.
Ravensburg forma una conurbación con la vecina Weingarten. Además cuenta con varias pedanías importantes como Weissenau, Schmalegg, Oberzell, Eschach, Taldorf y Oberhofen.
Cabe destacar las colinas predominantes al este de la ciudad, donde se levanta el castillo de Veitburg, con magníficas vistas, así como el Schmalegger Tobel, situado en Schmalegg, un profundo bosque de robles y coníferas, en el interior del cual se encuentran arroyos, puentes, cascadas y las ruinas de una antigua fortaleza. Es un bosque protegido de la acción directa del hombre.
Ravensburg tiene conexión cercana con las principales autopistas del país y una estación conectada a la red principal de ferrocarriles. Los aeropuertos más cercanos son los de Friedrichshafen y Memmingen. Las principales capitales cercanas son Stuttgart y Múnich, ambas entre 150-200 km de distancia.

### Clima
El clima de Ravensburg se encuentra dentro del rango de clima continental húmedo, propio de Centroeuropa. La cercanía de la ciudad al lago de Constanza produce un microclima que varía un poco las características respecto a otras zonas próximas de la misma latitud. El lago es una gran masa de agua que, por una parte, suaviza las temperaturas, y por otra, aporta una mayor humedad ambiental, así como un mayor choque térmico de las corrientes de aire frío con el agua caliente y viceversa, propiciando la aparición de abundantes nieblas en diversas épocas del año.
Las precipitaciones son abundantes, con una media de 1.004 mm anuales. Todos los meses son regularmente lluviosos, aunque los más húmedos son de mayo a septiembre. Entre noviembre y marzo suelen darse nevadas ocasionales. Las temperaturas, debido a la humedad lacustre, son moderadas, oscilando las temperaturas medias anuales entre los 18'2 °C y los -0'8 °C. En verano los días más cálidos se pueden aproximar a los 24 °C. En invierno, no son frecuentes los episodios de fuertes heladas, y se suelen quedar en torno a los -5 °C, no obstante, las máximas suelen ser bajas en los meses fríos y no subir de entre 2 y 4 °C. Por la proximidad de los Alpes, se suele producir el Efecto Föhn.

## Historia

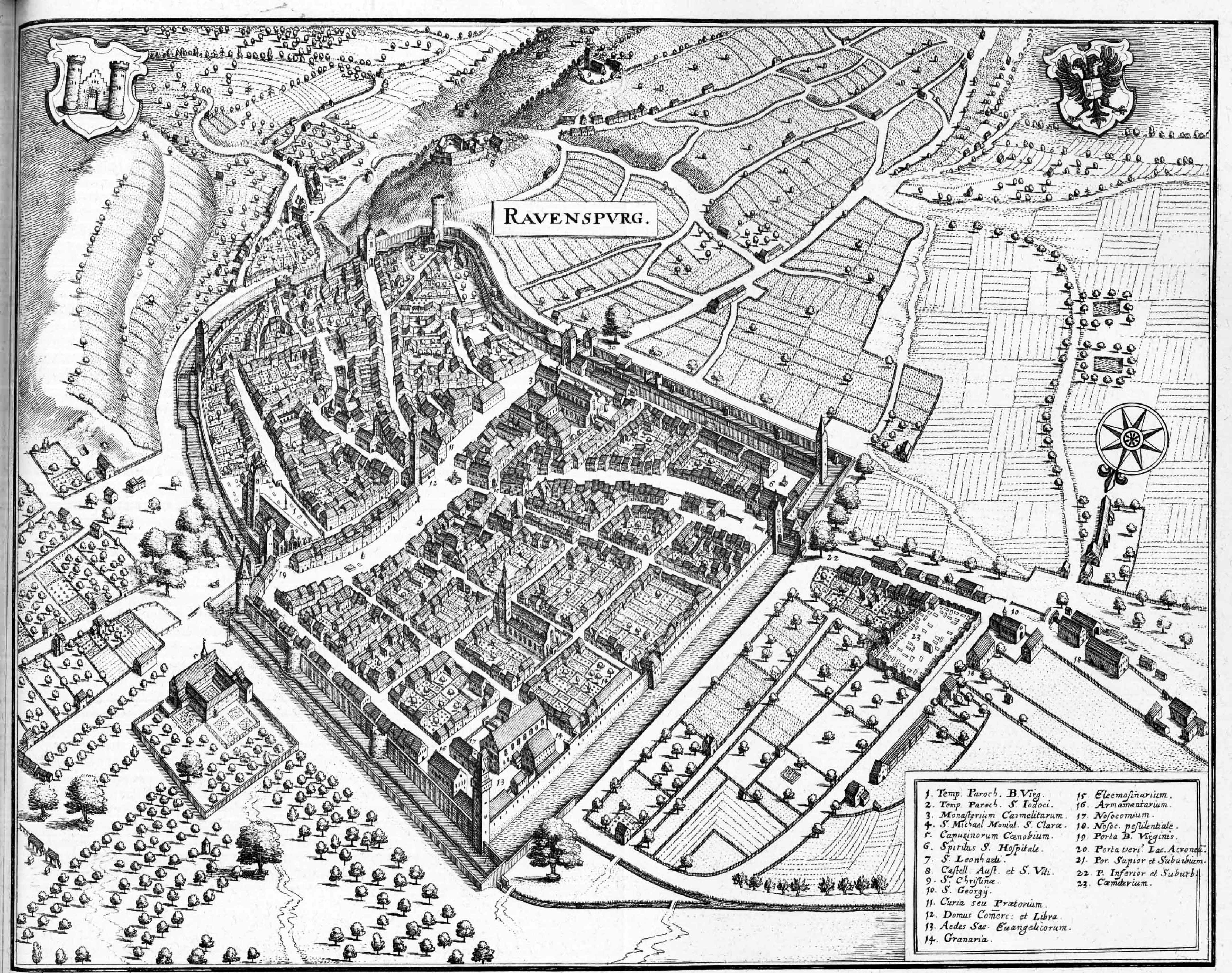
Plano medieval de Ravensburg

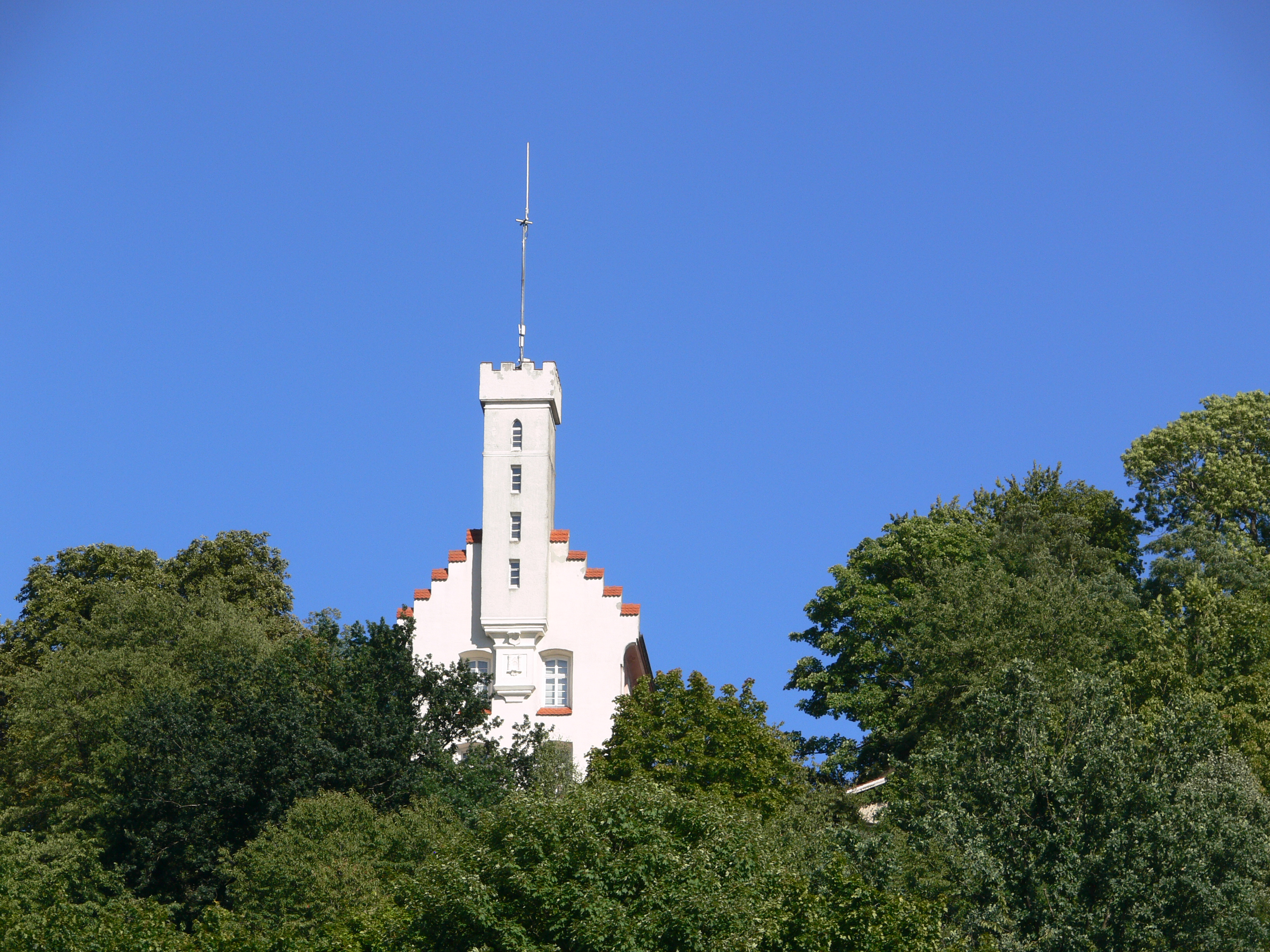
Único resto reconstruido del Castillo de Veitsburg

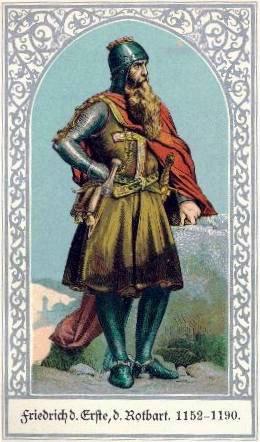
El emperador Federico Barbarroja pudo haber nacido en Ravensburg

### Época antigua y medieval
Los primeros asentamientos del lugar datan del Neolítico, aproximadamente del año 2000 a. C. Posteriormente vino la conquista por parte del Imperio romano, a la caída del cual sobrevino la conquista de los alamanes, como así lo atestiguan los yacimientos arqueológicos encontrados en el valle del Schussen y encima del monte de Veitsburg. El origen del actual núcleo urbano data del año 1050, cuando la dinastía de los Welf se traslada desde Altdorf para construir un nuevo castillo más grande desde una posición elevada con buena defensa y visibilidad, el Ravensburg, hoy llamado Veitsburg, y hace de él la residencia oficial de esta familia dinástica.
El último de los Welf que habitó el castillo fue Welf VI que a su vez era Gran Duque de Toscana y Spoleto. A su muerte, se disputaron la propiedad de la ciudad dos de sus sobrinos, Enrique el León y Federico Barbarroja (ambos nacidos probablemente en Ravensburg), siendo este último el que hereda finalmente la propiedad, quedando la ciudad y el castillo en manos de la familia Hohenstaufen. Al morir el último Staufen, desaparece su dinastía y el propio Ducado de Suabia, por lo que la ciudad pasa a ser propiedad del Sacro Imperio Romano Germánico. En el año 1276, el rey Rodolfo I concede el fuero de Ciudad Imperial Libre.
La Baja Edad Media, sobre todo los siglos XIV y XV son muy prosperos para la ciudad. El castillo sigue creciendo en importancia, acogiendo en 1315 la boda entre el rey Federico el Hermoso y su esposa Isabel de Aragón. En las inmediaciones del mismo, se construye una torre defensiva de 51 m. llamada Torre de San Miguel, que popularmente y por su aspecto totalmente blanco, acaba llamándose Mehlsack (saco de harina). El hecho más relevante será la fundación de la Gran Sociedad Comercial de Ravensburg en el año 1380. En 1402 se instala uno de los primeros molinos de papel al norte de los Alpes. La gran compañía comerciaba con lino y ropas, minerales importados del este, especias de Asia, o vino y aceite mediterráneos. Tenía sucursales comerciales en los principales puertos europeos, como Venecia, Génova, Amberes o Valencia. Es en esta época cuando se construyen la mayor parte de torres y grandes edificaciones del casco histórico de la ciudad.

### Edad Moderna
Con el comienzo del siglo XVI, una sucesión de hechos da lugar a una crisis en la sociedad comercial. Peleas entre los clanes familiares que la controlaban, la inflación, así como el no saber adaptarse al nuevo orden en el comercio mundial surgido tras el descubrimiento de América, acaban conduciendo a la sociedad a su desaparición en 1530. Desde entonces la ciudad sufrió un importante estancamiento económico.
Durante esta época tendrán lugar los dos sucesos que más marcarán la historia local. Primeramente, la Reforma Protestante dividirá a la población en 2, entre los defensores del catolicismo, y los del luteranismo. Más adelante, en 1618, y en base al mismo conflicto religioso, da comiendo a la Guerra de los 30 años. La guerra fue devastadora para las tierras alemanas, donde hubo un severo descenso de población, sobre todo masculina, debido a las hambrunas, las batallas y las epidemias. Los ejércitos de Suecia destruyeron la fortaleza de Ravensburg casi en su totalidad en 1647.
La guerra finalizó con la Paz de Westfalia en 1648. Ravensburg fue constituida como una de las Ciudades Imperiales Paritarias, lo cual venía a significar que existirían instituciones en la ciudad para católicos y protestantes. Con la división había incluso dos alcaldes simultáneos, uno para los ciudadanos de cada confesión, así como dos celebraciones distintas de la popular Rutenfest, una para cada uno de los grupos. En las siguientes décadas vendría un largo periodo de estancamiento económico y demográfico.

### Edad Contemporánea ysigloXX
A comienzos del siglo XIX tienen lugar las Guerras Napoleónicas, a través de las cuales Napoleón acaba desintegrando el Sacro Imperio y formando un estado satélite del imperio francés, llamado Confederación del Rin. En este contexto se produce en 1803 la mediatización y secularización de los territorios pertenecientes a la iglesia, y desaparecen las ciudades libres, que se ven reintegradas en estados mayores. De este modo, Ravensburg es incluido inicialmente en Baviera, a modo de exclave, hasta que finalmente en 1810, acaba encuadrado dentro del Reino de Württemberg.
Desde la inclusión en Württemberg, la ciudad vive un gradual crecimiento económico. Tiene lugar una incipiente industrialización, que retoma la industria de los molinos hidráulicos, teniendo lugar posteriormente una proliferación también de la industria textil y otras factorías de producción maquinaria. La construcción en 1847 del ferrocarril Ulm-Friedrichshafen, acaba haciendo de Ravensburg la ciudad más próspera y poblada de la Alta Suabia. A finales de siglo tiene lugar el fenómeno migratorio conocido como Niños de Suabia, en el que muchos niños y jóvenes de las entonces empobrecidas regiones del Tirol y norte de Suiza, emigraban en temporadas de trabajo a las prósperas ciudades de Suabia.
En el siglo XX, durante el régimen nacional-socialista, 691 pacientes del hospital psiquiátrico de Weissenau fueron deportados y asesinados en el proceso de eutanasia. Así mismo, en 1943, 29 gitanos fueron ejecutados en Auschwitz y los judíos residentes en la ciudad huyeron. Durante la 2.ª Guerra Mundial la ciudad no fue un objetivo militar importante, por lo que todo el centro histórico se pudo conservar. En la vecina Friedrichshafen sin embargo, ciudad importante en la industria aeronáutica, sufrió duros bombardeos por parte de la aviación aliada.
Ravensburg comenzó a crecer durante la década de los 50 y numerosos barrios residenciales se expandieron fuera de la ciudad amurallada en todas direcciones, sobre todo al sur y oeste. En 1970 tuvo lugar una fusión de municipios, por la que se anexionaron las poblaciones de Eschach, Schmalegg y Taldorf.

## Economía

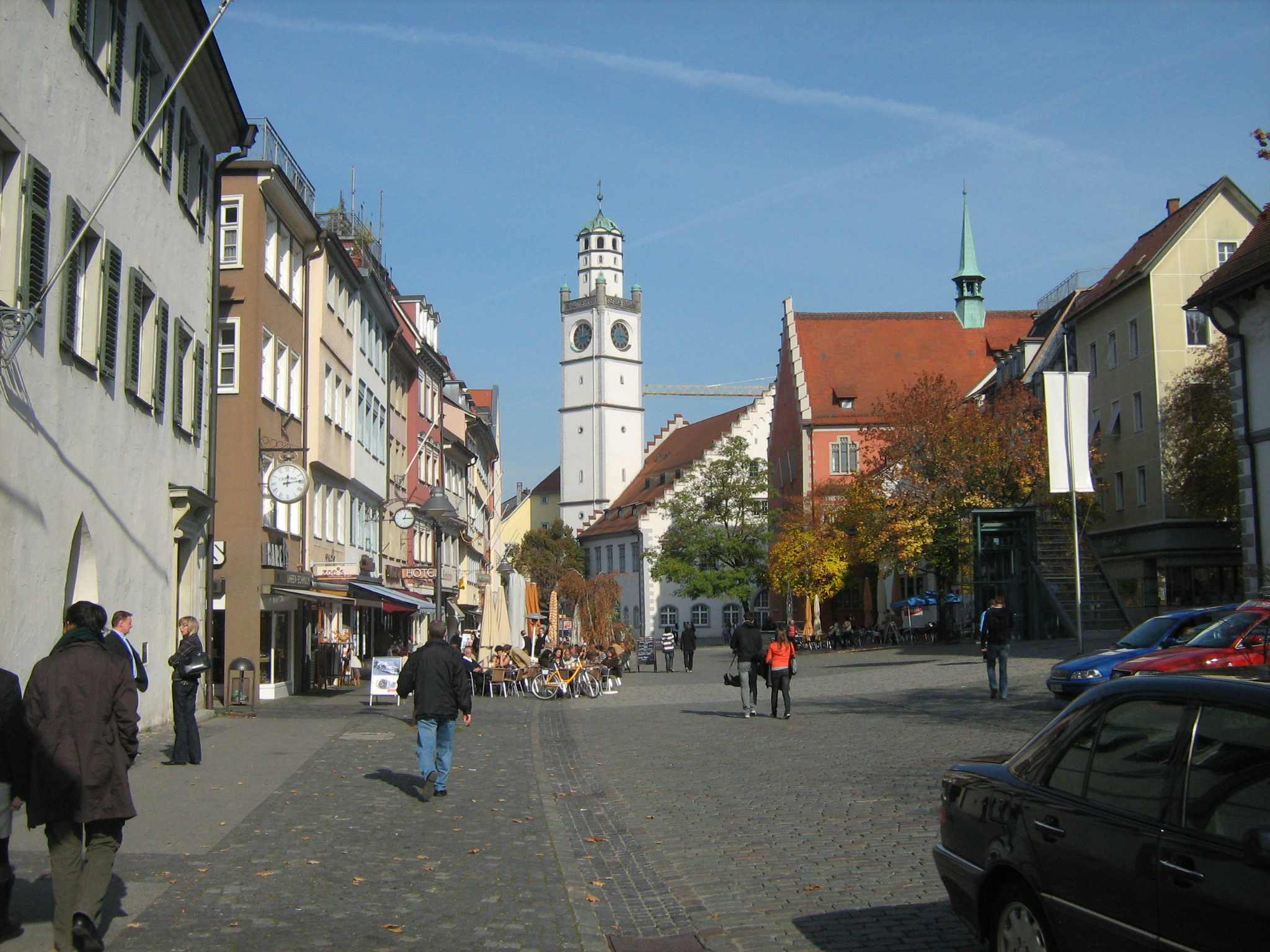
Marienplatz en el centro de Ravensburg

## Patrimonio

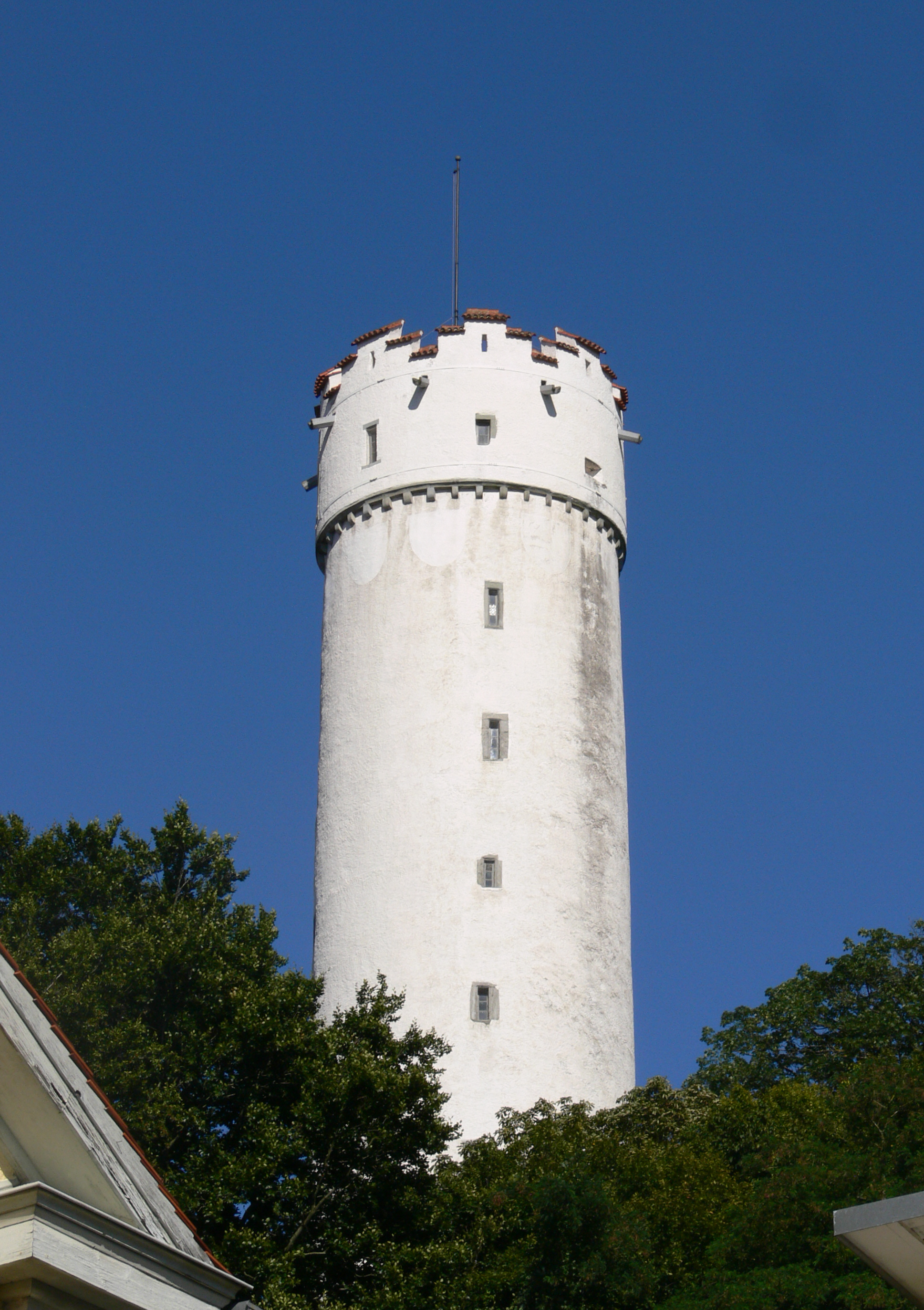
El Mehlsack, símbolo de Ravensburg

- Ciudad Amurallada
- Castillo de Veitsburg

Iglesias
- Iglesia-Monasterio de Weissenau

Torres y Puertas
- Mehlsack
- Blaserturm
- Obertor
- Untertor
- Frauentor
- Grüner Turm
- Gemalter Turm
- Spital Turm

## Cultura

### Festividades
Se celebran con periodicidad anual desde muy antiguo ciertas fiestas medievales, siendo una de las más conocidas en la comarca la Rutenfest Ravensburg celebrada en julio. El carnaval es una celebración muy popular, en el que tienen lugar grandes desfiles de disfraces en los que participa toda la ciudad. En la región suaba se conoce como Fasnet.

### Educación
La conurbación de Ravensburg es conocida en la región por tener una animada vida estudiantil, ya que acoge diversos centros importantes, entre los que cabe destacar la Berufsakademie-Ravensburg y la Hochschule Ravensburg-Weingarten. A estos centros acude gente de toda Alemania y de diversos puntos de Europa.

### Puzles
Una de las razones por las que más se conoce a Ravensburg es por sus puzles. Hace 125 años abrió en la ciudad la fábrica de puzles Ravensburger, cuya marca es mundialmente conocida, y es hoy día su empresa más importante. El 29 de septiembre de 2008 se construyó en la Marienplatz el puzle más grande del mundo, con más de un millón de piezas.

## Política
Actualmente, el alcalde de la ciudad es Daniel Rapp, de la CDU.

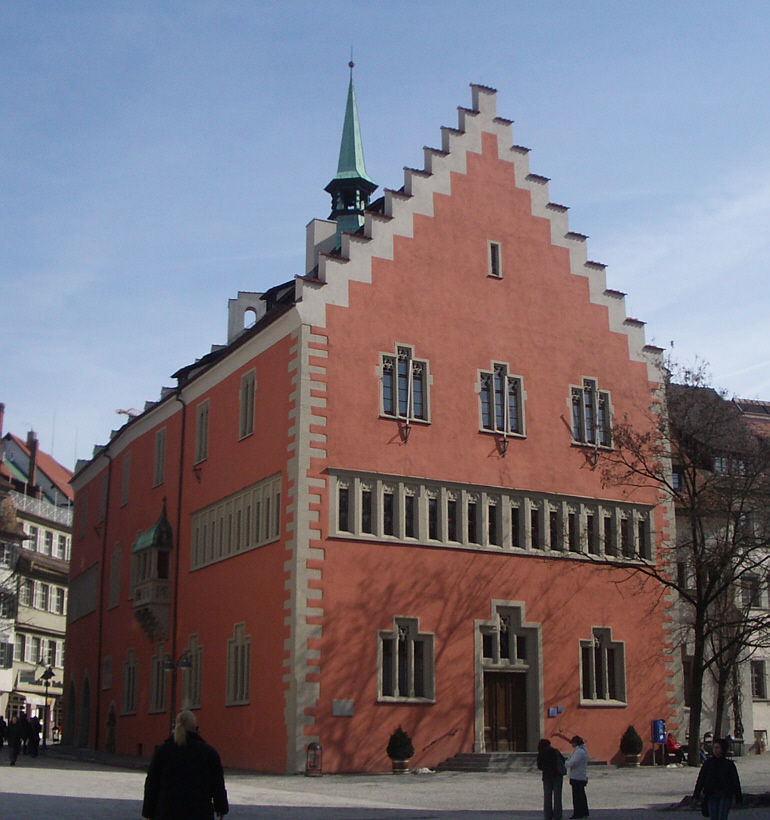
Ayuntamiento de Ravensburg

| Partido político                  | 2014 | 2014       | 2014 |
| Partido político                  | %    | Concejales |      |
| Unión Cristiana Demócrata (CDU)   | 35,7 | 14         |      |
| Los Verdes                        | 22,8 | 9          |      |
| Partido Socialdemócrata (SPD)     | 15,2 | 6          |      |
| Bürger für Ravensburg (BfR)       | 11,4 | 4          |      |
| Freie Wähler (FW)                 | 9,5  | 4          |      |
| Partido Democrático Liberal (FDP) | 4,2  | 2          |      |

## Deportes

### Clubes
El mayor grupo deportivo de la ciudad es la sección local del Club Alpino Alemán, que cuenta con más de 7000 miembros. El segundo es el Turn und Sportbund Ravensburg, un club de gimnasia y deporte con más de 3.700 socios, que cuenta con secciones de hasta 25 prácticas deportivas, algunas de las cuales cuentan con equipos propios en competición.
Algunos de los equipos deportivos más notables de la ciudad son los siguientes:
- EV Ravensburg Towerstars: Club de hockey sobre hielo, fundado en 1881, se encuentra en la DEL2, segunda categoría del hockey alemán, de la que fue campeón en 2011. Disputa sus encuentros en el Eissporthalle.
- FV Ravensburg: Es el principal club de fútbol de la ciudad, fundado en 1893, juega en la Oberliga Baden-Württemberg. Disputa sus encuentros en el Ebrastadion.
- Ravensburg Rams: Es el principal equipo de balonmano local, y juega en la liga regional. Es una de las secciones del TSB Ravensburg.
- Ravensburg Razorbacks: Fundado en 1987, es un equipo de fútbol americano.

En cuanto al tenis, el tenista Andreas Beck es natural de la ciudad.

## Personalidades
- Enrique el Negro, Duque de Baviera
- Enrique el León (1129-1195), conde de Sajonia y Baviera
- Ladislaus Sunthaym (aprox. 1440-1512/1513), historiador y geógrafo
- Hans Buchner (1483-1538), organista y compositor
- Franz Joachim Beich (1666-1748), pintor
- Karl Erb (1877-1958), tenor.
- Klaus Schwab (1938), fundador del Foro Económico Mundial
- Francisco de Borbón-Dos Sicilias (1960), príncipe heredero del Reino de Dos Sicilias
- Andreas Beck (*1986) tenista.